# 兰巴耶克
蘭巴耶克（西班牙語：Lambayeque），是秘魯的城市，位於該國西北部蘭巴耶克大區，是蘭巴耶克省的首府，距離奇克拉約10公里，海拔高度18米，面積6,211平方公里，2007人口63,386。
6°42′S 79°54′W / 6.700°S 79.900°W